# Kostelní Dvůr

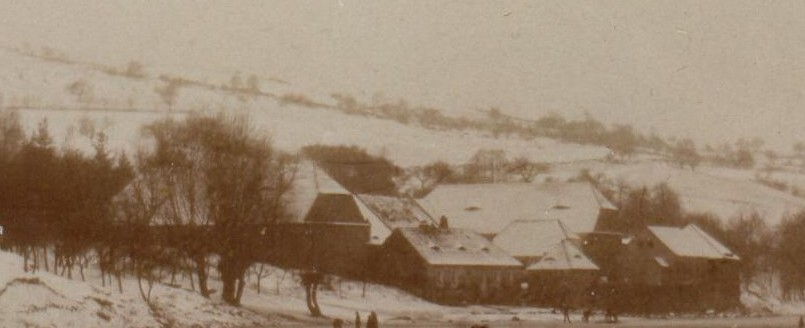
Kostelní Dvůr na fotografii okolo roku 1900

Kostelní Dvůr je historickou částí města Kadaně, která je lokalizována na pravý břeh řeky Ohře.

## Historie
Na pravém břehu řeky Ohře, v místech, kde odedávna býval brod, přívoz a později také první kadaňský most a kudy vedla cesta od Vodní brány, stojí Kostelní Dvůr. Ten je pozůstatkem středověkého kadaňského předměstí, zvaného Kelchlens a později Kirchleshof čili Kostelní Dvůr. Je vlastně pozůstatkem nakonec nedovršené expanze tehdejšího královského města Kadaně na pravý břeh Ohře. Dvůr snad původně patřil k hlavnímu děkanskému chrámu Panny Marie (souč. Povýšení svatého Kříže) a byl tedy spravován řádem johanitských rytířů, kteří měli v Kadani svou komendu. Od poloviny 15. století byli držiteli dvora různí významní kadaňští měšťané. Roku 1477 je zde doložen také jeden z městských špitálů. Součástí Kostelního Dvora bylo i několik stavení, která po staletí patřila k farnosti románsko-gotického kostela sv. Vavřince na Želině. K roku 1327 je na místě původního brodu doložen i nejstarší kadaňský most, tehdy dřevěný. Roku 1485 sice český král Vladislav Jagellonský kadaňským měšťanům dovolil výstavbu kamenného mostu, k realizaci plánované stavby však nakonec nedošlo.

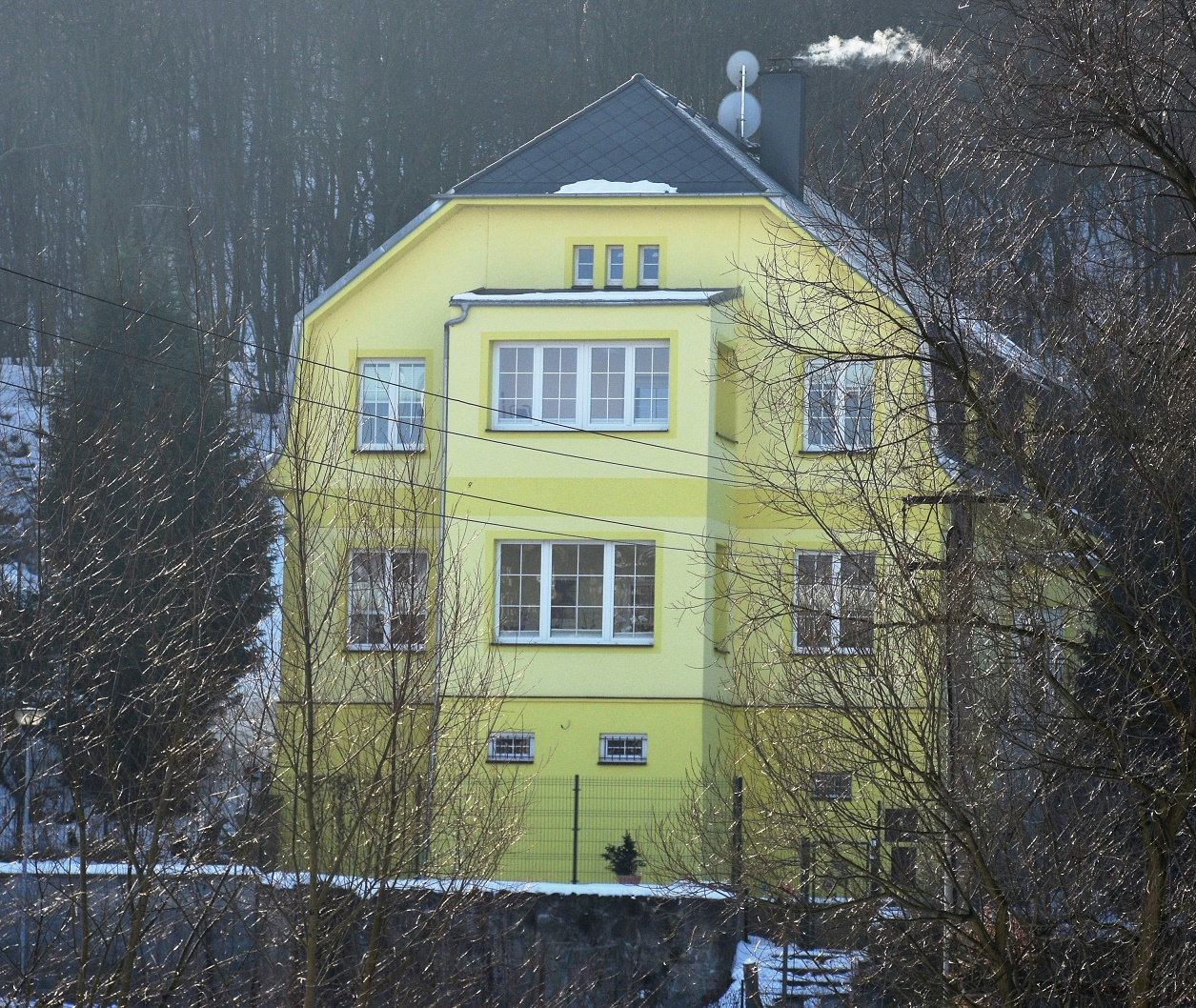
Villa Eben

Walpuržin kámen na kolorované fotografii

Až do 20. století setrval Kostelní Dvůr společně s tzv. Zámostím pod církevní správou při kostele sv. Vavřince na Želině. Od roku 1924 byli jeho vlastníky manželé Semy a Else Ebenovi, oba židovského vyznání. Statkář Semy Eben se narodil ve vsi Mory u Podbořan a jeho manželka Else pocházela z významné kadaňské židovské rodiny. Její děd Alois Schneider, původem obchodník z Širokých Třebčic u Podbořan, přišel do Kadaně již roku 1870 a stal se tak vlastně jedním z obnovitelů kadaňské židovské komunity. Z jeho osmi dětí se stali úspěšní lékaři, právníci a obchodníci. V Kadani se výrazně angažoval i jeho syn David Schneider, Elsin otec a velkoobchodník s obilím a dalšími zemědělskými produkty, který byl od roku 1893 předsedou Židovské obce Kadaň.
Poté, co se manželé Ebenovi stali majiteli Kostelního Dvora, se ještě roku 1924 rozhodli, že si zde postaví reprezentativní vilu. Tu roku 1924 projektoval a v roce 1925 postavil kadaňský stavitel Paul Peter. Již od podzimu roku 1925 v ní rodina bydlela a Semy Eben zde provozoval svou kancelář. Honosná Villa Eben (čp. 826) byla směrem k Pokutické silnici obklopena velkolepou zahradou s pastvinami a ovocnými sady. Semy Eben provozoval v Kostelním Dvoře také chov koní a ovcí, pro něž nechal v roce 1934 opět podle projektu stavitele Petera postavit i nový ovčín. Mezi městem a Kostelním Dvorem tehdy fungoval přívoz. Po připojení Kadaně k Hitlerovu nacionálně-socialistickému Německu v roce 1938 byla rodina Ebenových nucena uprchnout do českého vnitrozemí a o jejích dalších osudech není nic známo.
Kostelní Dvůr je také rodištěm Waltera Schmidta (1934-2015), automobilového inženýra, který působil ve firmě Daimler vyrábějící vozy značky Mercedes. Jeho rodina nalezla po odsunu nový domov v bavorském Řezně. Schmidtův děd býval v Kostelním Dvoře u statkáře Ebena vrchním ovčákem.
Až do asanace v roce 1982 představoval Kostelní Dvůr usedlost o zhruba šesti staveních.
V 80. letech 20. století byl Kostelní Dvůr zdevastován Státním statkem Chomutov, pod jehož správou chátrala celá řada historických dvorů a usedlostí v okolí Kadaně. Nyní naopak vznikají v Kostelním Dvoře domy nové. Na pravém břehu řeky Ohře u Kostelního Dvora jsou znatelné zbytky kamenné zdi, které mohou být buď zbytkem některého ze zbořených stavení, nebo snad patou původního mostu.
V současnosti se zde dochovaly pouze dva historické domy. Blíže k řece stojí dům čp. 186, který však prošel rozsáhlou přestavbou, a nad ním pak zmíněná Villa Eben (čp. 826).

## Zajímavost
Ke Kostelnímu Dvoru se váže také několik pověstí. V dávných dobách tu žila krásná Thekla, dcera tamějšího správce, o jejíž ruku se ucházeli lehkomyslný rytíř Heřman a chudý pacholek František. Pověst končí tragicky, smrtí všech tří mladých lidí. Heřman a František umírají v krvavém souboji, nešťastná Thekla, jež v šílenství hodila do vln řeky Ohře své novorozeňátko, byla souzena a nedaleko Kostelního Dvora popravena. A to na místě, kde pak po dlouhá léta rostl košatý dub. Další pověst vypravuje o dívce Walpurgis, prý pohanské princezně, která se stala manželkou vodníka od Kostelního Dvora zjevuje se u tzv. Walpuržina kamene nad Horním jezem.